# ForwardBank
"Банк Форвард" (офіційна назва АТ "Банк Форвард", маркетингова назва Forward Bank) — колишній український банк, який було засновано в 2006 році під назвою "Банк "Руський Стандарт". 
Назву АТ “Банк Форвард” отримав у результаті ребрендингу в 2014 році. Головний офіс знаходився в місті Києві. Був дочірнім банком одного з найбільших комерційних банків Росії —  АТ “Русский Стандарт”. За даними НБУ, станом на 1 травня 2021 року, активи банку становили 2 476,5 млн грн.
Згідно з класифікацією НБУ, АТ "Банк Форвард", відносився до групи банків іноземних банківських груп.

## Історія
Банк «Русский Стандарт» в Україні був заснований 6 жовтня 2006 року. У серпні 2014 року змінено офіційне найменування банку на Публічне акціонерне товариство «БАНК ФОРВАРД» (Forward Bank).
Основний вид діяльності — споживче кредитування та обслуговування приватних клієнтів.
Станом на 2012 рік мережа налічувала 49 філій та 6 тисяч точок продажів у 316 локаціях.
На кінець 2013 року банк завершив формування мережі дистрибуції охоплюючи всі області України: 79 відділень, 121 міні-офіс та 8000 точок продажів.
17 квітня 2014 року банк припинив свою діяльність на півострові Крим.
Протягом 2014 — 2017 років банк подолав кризу банківської системи. З 2017 року відновлено активне споживче кредитування.
Згідно з даними Нацбанку України, станом на 1 липня 2014 року, за розміром загальних активів банк посідав 52 місце (2,796 млрд грн) серед 173 діючих у країні банків і став лідером за співвідношенням прибутків на капітал фінансових установ у світі.
З 26 липня 2018 року, у зв'язку з набуттям чинності нового законодавства України, яке регламентує тип акціонерних товариств, Публічне акціонерне товариство «БАНК ФОРВАРД» змінило назву на Акціонерне товариство «БАНК ФОРВАРД».
У 2018 році було запущено технології е-комерції і створено новий мобільний додаток банку Forward Online — сервіс дистанційного доступу до банківських продуктів, який дозволяє повноцінно користуватися банківськими послугами 24/7, не відвідуючи відділення банку.
Того ж року банк перейшов на новий процесинговий центр UPC і почав співпрацю з CS Ltd.
20 травня 2019 року банк відкрив власний контакт-центр у м. Черкасах
У вересні 2019 року було запущено оновлену лінійку платіжних дебетових і кредитних карток КОКО КАРД.
З 25 жовтня 2019 року Forward Bank долучився до системи BankID НБУ, що надає можливість отримувати дистанційно не лише адміністративні, але й банківські послуги.
Наприкінці 2019 року банк підключив можливість безконтактних платежів Apple Pay власникам MasterCard, а у 1 кв. 2020 — власникам карток Visa.
Жовтень 2020 року — Google Pay став доступним для клієнтів банку з картками MasterCard, а в лютому — користувачам VISA.
У серпні 2020 року відбулась інтеграція роботи банку із державним сервісом для перевірки квитанцій check.gov.ua.
Також у 2020 році з’явилась можливість виконувати безкоштовні грошові перекази на картки та рахунки клієнтів банку з карт будь-якої фінансової установи світу.
У 2021 році у співпраці з Асоціацією ЄМА банк запровадив сервіс Mobile Check. Він забезпечує додатковий рівень захисту рахунків клієнтів-користувачів інтернет та мобільного банку від шахрайських дій зловмисників.
У лютому 2021 року для покращення комунікації з клієнтами банк запустив чат-бота у Viber, Telegram та Facebook Messenger.

### Структура
Головний офіс банку знаходиться у Києві. Регіональна мережа покриває міста з населенням більше 50 тис. мешканців. Станом на 2021 рік банк має 17 відділень у 8 містах України, 12 регіональних офісів, 5 кредитних центрів, 24 міні-офіси та 31 банкомат.

## Акціонери
100 % акцій банку належить АТ «Банк Русский Стандарт», кінцевим бенефіціарним власником (контролером) якого є Таріко Рустам Васильович. Частину акцій також мають ЗАТ «Компанія «Русский Стандарт», ТОВ «Русский Стандарт-Інвест», Roust Trading Ltd. (Руст Трейдінг Лтд.), Roust Holdings Limited (Руст Холдінгс Лімітед).

## Правління
З 5 квітня 2021 року, відповідно до змін, до складу Правління АТ «БАНК ФОРВАРД» входить 5 осіб, зокрема:
- Андрій Кисельов, голова Правління;
- Андрій Прусов, заступник голови Правління;
- Андрій Ковтун, начальник управління комплаєнс-контролю;
- Олександр Пасенко, начальник фінансового управління;
- Дмитро Баюл, начальник управління ризик-менеджменту[26][27].

## Участь у професійних організаціях та асоціаціях
- Учасник Фонду гарантування вкладів фізичних осіб (свідоцтво № 179 від 10.11.2014 р.)[28]
- Асоційований член міжнародних платіжних систем Mastercard Worldwide та VISA Inc[29][30]
- Член SWIFT
- Учасник Незалежної асоціації банків України (НАБУ)
- Член Української міжбанківської Асоціації членів платіжних систем "ЄМА"
- Учасник Національної платіжної системи «Український платіжний простір” у ролі емітента платіжних карт та банка-еквайра
- Учасник FATCA з глобальним ідентифікаційним номером посередника (Global Intermediary Identification Number, GIIN)[31].

## Ліквідація
07 лютого 2023 року Національним банком України АТ «БАНК ФОРВАРД» було віднесено до категорії неплатоспроможних. З 08 лютого 2023 року в банку було запроваджено тимчасову адміністрацію Фонду гарантування вкладів фізичних осіб.
07 березня 2023 року НБУ відкликав банківську ліцензію в банку, а ФГВФО розпочав ліквідаційну процедуру.
У грудні 2024 року Фонд гарантування вкладів фізосіб оголосив про продаж активів 9 банків, які ліквідовуються в Україні, зокрема й активів 
АТ «БАНК ФОРВАРД» на загальну суму 466 млн грн, з яких на 464 млн грн виставляються права вимоги за кредитами та 2 млн грн – об'єкти нерухомого майна, земельні ділянки, авто та інші основні засоби.